# Солід

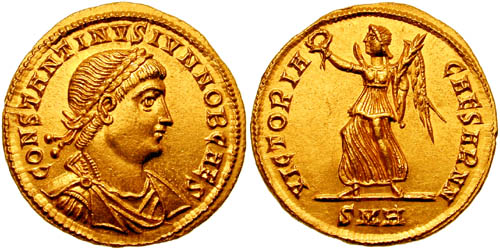
Солід імператора Констянтина II (316—340)

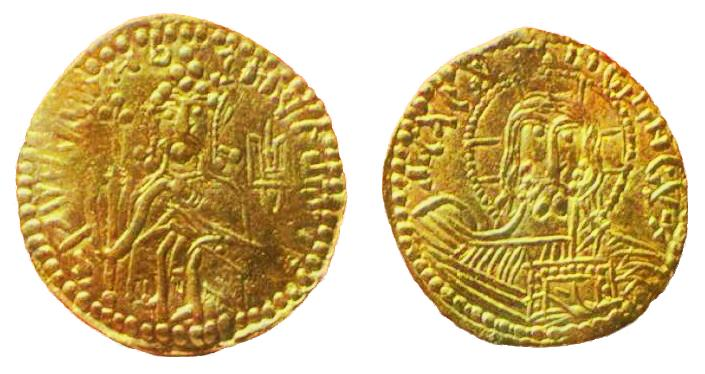
«Златник» Володимира з фондів Ермітажу

Со́лід (лат. solidus — твердий, міцний, масивний) — римська золота монета, випущена вперше у 309 імператором Костянтином. Важила 1/72 римського фунта (4,55 гр). Вона замінила як основна золота монета ауреус.
У 314 введена в західній частині Римської імперії, а в 324 — на всій території імперії. Тривалий час залишалась основною монетою і грошовою одиницею Римської імперії, а потім і Візантії. Грецька назва візантійського соліда — «номізма», в Європі його частіше називали «безант» або «бізантин».
Крім соліда, карбувалися також золоті монети вартістю в 1/2 соліда («семіс») і 1/3 соліда («тріенс», вага 1,52 г., у Візантії відоміша як «треміс»).

## Розповсюдження соліда
У V—VI століттях соліди поширились у балтійському регіоні (переважно як плата за хутра та бурштин), у VI—VII століттях — на Балканах, у Франції, Нідерландах, Скандинавії, Німеччині, на Русі, у Леванті та Північній Африці (з VII століття в двох останніх регіонах соліди стали витіснятися арабськими динарами).
Через високу пробу, яка до 1453 (аж до повалення Константинополя) залишалася майже незмінною (невеликі коливання мали місце в 1071—1078), солід справив значний вплив на карбування золотих монет у сусідніх країнах — у Східному Середземномор'ї, у державі Сасанідів, у арабському світі, а також у варварів і в ранньофеодальних державах епохи великого переселення народів і згодом у всій Західній Європі.
Наприкінці IX — початку X століття була викарбувана перша відома золота монета Русі, яка зовнішнім виглядом і вагою (4,2 г) нагадувала візантійський солід — безант (бізант, безантин). У науці ця монета дістала назву златник (справжня назва грошової одиниці невідома).

## Соліди середньовіччя
У Європі недоступність джерел золота і занепад торгівлі призвели до майже повного припинення карбування власної золотої монети у IX—XII століттях. Основним монетним металом стало срібло. Однак солід залишився розрахунковою грошовою одиницею. Він прирівнювався до 12 денаріїв; у Німеччині — 12 пфенігів (германізована назва соліда — шилінг), у Франції — 12 деньє (тут назва «солід» зазнала змін і дала назву «соль», пізніше — су). В Італії солід став називатися сольдо, в Іспанії — суельдо.
Пожвавлення торгівлі в Європі привело до відновлення карбування солідів у XIII столітті, але у зв'язку з погіршенням вмісту срібла в денаріях, до вартості яких була прив'язана вартість соліда (як 1:12), він став срібною монетою (основною золотою європейською монетою на довгий час став дукат). У Франції вперше срібна монета вартістю соліда була викарбувана у 1266 році — це був турський грош, що наслідував італійські монети типу гроссо.
Якість гроша деякий час вдалося підтримувати на певному рівні, якість європейського соліда (шилінга) й далі погіршувалася; на зміну срібному соліду прийшов білонний у XVI ст., у XVII—XVIII ст. — мідний.

## Солід у ВКЛ, Королівстві Польському, Речі Посполитій
До середини XV ст. біллонні соліди карбувало багато сусідніх з Річчю Посполитою держав, у тому числі герцогство Пруссія і Лівонська конфедерація. У 1547 році білонний солід був карбований у Гданську. Король Сіґізмунд I визначив якість монети: вона важила 1,24 г і містила 0,23 г срібла. Солід був прирівняний до 6 денаріїв і становив 1/3 гроша. Польською мовою монета називалася «шельонг», українською та білоруською — «шеляг».
У 1650 при королі Янові ІІ Казимирі карбовано перший мідний солід = 1/4 гроша (77 штук із краківської гривні, вага монети 2,6 г).
З 1659 протягом десятиліття карбувалися нові мідні соліди (так звані «боратинки», пол. boratynka) = 1/3 гроша, але з розрахунку 150 штук з гривні (вагою 1,35 г). Їх було випущено величезну кількість.